# Paulie
Paulie (Brasil: Paulie - O Papagaio Bom de Papo / Portugal: Paulie, o Papagaio que Falava Demais) é um filme estadunidense de 1998, dos gêneros aventura e infantil, dirigido por John Roberts e estrelado por Tony Shalhoub, Cheech Marin, Gena Rowlands, Hallie Eisenberg e Jay Mohr, que também interpreta a voz de Paulie.

## Sinopse
Paulie, um papagaio inteligente que realmente fala, conta a história de sua vida para Misha (Tony Shalhoub), um imigrante russo que trabalha como faxineiro no Instituto de Pesquisa onde Paulie mora, abandonado e preso em uma pequena jaula. A história de Paulie começou há muitos anos, quando ele foi dado de presente para Marie (Hallie Kate Eisenberg), uma menininha que gagueja. Paulie ensina a menina a falar corretamente, mas é separado de Marie pelo pai dela, que acredita que a filha não consegue distinguir a fantasia da realidade, pois ela insiste em dizer que o pássaro pode falar. Além disto, Marie quase sofreu um grave acidente quando tentou ensinar Paulie a voar (ele fala, mas morre de medo de voar). Paulie tem uma série de aventuras com um dono de casa de penhores, uma idosa viúva que quando perde a visão Paulie se torna o primeiro "papagaio-guia". Paulie também conhece um trovador mexicano e Benny (Jay Mohr), um ladrão que para presentear sua namorada ensinou a Paulie como roubar, antes de ser levado ao instituto onde ele vive agora. Porém, ele está infeliz, pois sonha estar novamente com Marie. Paulie descobre que mesmo nas dificuldades devemos ter o coração cheio de esperança.

## Elenco
- Gena Rowlands.... Ivy
- Tony Shalhoub.... Misha Vilyenkov
- Cheech Marin.... Ignacio
- Bruce Davison.... Dr. Reingold
- Jay Mohr.... Benny / voz de Paulie
- Buddy Hackett.... Artie

## Principais prêmios e indicações
BAFTA 1999 (Reino Unido)
- Venceu na categoria de melhor filme infantil.[2]